# Phytocoris suavis
Phytocoris suavis är en insektsart som först beskrevs av Reuter 1876.  Phytocoris suavis ingår i släktet Phytocoris och familjen ängsskinnbaggar. Inga underarter finns listade i Catalogue of Life.